# Campylaspis sagamiensis
Campylaspis sagamiensis är en kräftdjursart som beskrevs av Gamo 1967. Campylaspis sagamiensis ingår i släktet Campylaspis och familjen Nannastacidae. Inga underarter finns listade i Catalogue of Life.